# KENNY WEN
KENNY WEN（ケニー・ウェン、1965年4月5日 - ）は、台北生まれの二胡奏者である。本名は、温金龍（ウェンチンロン）。

## 略歴
4歳からピアノとヴァイオリンを始め、10歳の時、二胡へと転向。その後、まだ中学生でありながら、20以上のコンテストで優秀賞を受賞し、1981年に中国の新聞社「China Times（中国時報）にて報道される。プロ転向後も、「The Golden Lion Awards」、「Golden Ching Awards」を初めとする二胡の世界大会にて、優勝し続ける。二胡を、立ったスタイルのまま演奏しようと考案し、専用の装置を作った最初の人物でもある。
1997年、坂本龍一プロデュースによるCDアルバム『A Flower Is Not A Flower』、2010年、温金龍、亀谷英明、浅井道浩でのユニットとして、「二胡三味」などを発売し、幅広く活動をしている。

## ディスコグラフィー
- A Flower Is Not A Flower(1997年）
- 二胡三味（Erhu & Shamisen）（温金龍、亀谷英明、浅井道浩）(2010年)